# Jurgis Didžiulis
Jurgis Pranas Didziulis (n. Bogotá, 5 de noviembre de 1979) es un cantante lituano colombiano líder y vocalista del grupo de ska y funk InCulto, representante de Lituania en el Festival de la Canción de Eurovisión 2010.
Nieto de inmigrantes lituanos, Jurgis nació en 1979 en Colombia y en 2000 llegó a Lituania. Se encuentra casado con Erica Jennings y tiene dos hijos Pranas Emilijus y Antanas.
Con su grupo InCulto presentó la canción "Eastern European Funk" que fue seleccionada el 4 de marzo de 2010 entre 12 canciones. Obtuvo una puntuación mayoritaria de los jurados y los votantes en Lituania. En la segunda semifinal obtuvo 44 puntos ubicándose en el puesto 12. Anteriormente, la banda intentó representar a su país en 2006 con la canción "Welcome to Lituania", pero en aquella oportunidad terminó en segunda posición, por detrás de LT United.